# Pomadasys

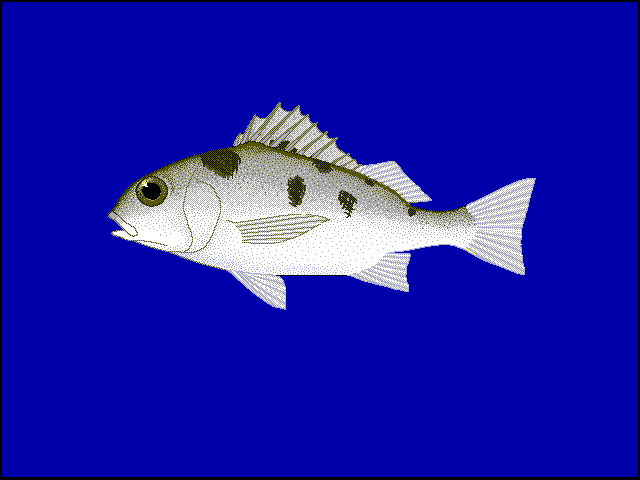
Luszcz plamisty (Pomadasys maculatus)

Pomadasys – rodzaj ryb z rodziny luszczowatych.

## Klasyfikacja
Gatunki zaliczane do tego rodzaju:
| - Pomadasys aheneus - Pomadasys andamanensis - Pomadasys argenteus - luszcz hasta - Pomadasys argyreus - Pomadasys auritus - Pomadasys bayanus - Pomadasys bipunctatus - Pomadasys branickii - Pomadasys commersonnii - luszcz indyjski - Pomadasys corvinaeformis - Pomadasys crocro - Pomadasys empherus | - Pomadasys furcatus - Pomadasys guoraca - Pomadasys hasta - Pomadasys incisus - Pomadasys jubelini - luszcz szary - Pomadasys kaakan - Pomadasys laurentino - Pomadasys macracanthus - Pomadasys maculatus - luszcz plamisty - Pomadasys multimaculatum - Pomadasys olivaceus - luszcz oliwkowy - Pomadasys panamensis | - Pomadasys perotaei - luszcz centosz - Pomadasys punctulatus - Pomadasys quadrilineatus - Pomadasys ramosus - Pomadasys rogerii - luszcz dziczyk - Pomadasys schyrii - Pomadasys striatus - Pomadasys stridens - luszcz mukatat - Pomadasys suillus - Pomadasys taeniatus - Pomadasys trifasciatus - Pomadasys unimaculatus |

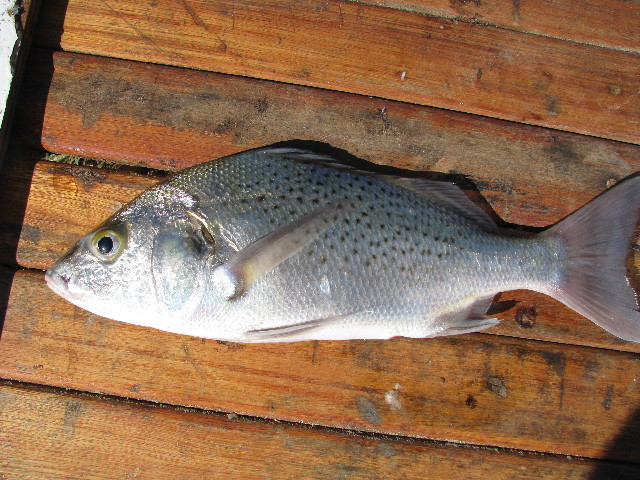
Pomadasys jubelini
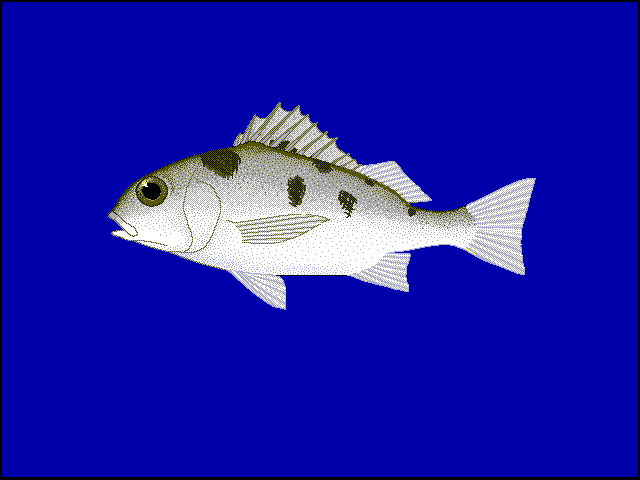
Pomadasys maculatus